# Baxley
Baxley város az USA Georgia államában. Appling megye székhelye. Lakosainak száma 4942 fő (2020. április 1.).

## Népesség
A település népességének változása:

| 2010 | 4 400 |
| 2020 | 4 942 |